# 記憶と記録の間で Afterimages
『記憶と記録の間で Afterimages』（きおくときろくのあいだで）は、2009年公開の日本の自主制作映画。英語タイトルのAfterimagesとは残像という意味。

## 概要
永年、撮影所の映画カメラマンを勤め、定年を迎えた主人公が撮影したドキュメンタリー作品。撮影の総指揮をとった堀美臣（ほりよしおみ）は、すでに末期の肝臓がんであった。2008年の春、夏、秋と福島県会津地方で撮影を行なったが、作品の完成を見ずに、2009年3月7日他界したため、この映画は堀の遺作となった。お別れ会で映画仲間や友人を集め、2009年8月9日、東京都渋谷区のアップリンクで上映された。

## 内容
かつて東映大泉撮影所で活躍していたカメラマン（堀さん）が、かつての仲間を集めて作った、プライベートドキュメンタリー。全国から集まった仲間が、堀さんの夢を実現させようとするプロセスがそのまま作品になった。
堀さんは福島県会津坂下町に住む元照明部のなべさん（渡部敏弘）を訪ね、案内の元、会津地方の里山をまわり撮影を始めるが、なかなか順調に進まない。カタクリ、里山の社、赤ベコ、モリアオガエル、ツバメの子育て、超高感度カメラによる、ゲンジボタルの撮影、星空の撮影など。堀さんの拘りはつのるものの、不慣れな土地で迷走するばかり。映画人独特の大雑把さが、撮影現場をより混沌とさせて行く。農業の苦悩を取材すべく行なった農業青年（手代木学）へのインタビュー。インタビュアーをかって出た、なべさんの映画への思い入れで、鈴木清順監督の会津を舞台にした映画「けんかえれじい」や「関東無宿」「東京流れもの」の話題に脱線してしまう。会津美里町に伝わる「ひょっとこ伝説」を語り部（白岩洋子）が語りはじめると、里山の動物たちが表れては消え、ひょっとこ伝説から抜け出したひょっとこが、映画の進行と共に表れては消えて行く。撮りたくても撮れない。ドキュメンタリーの撮影現場の、ダイナミズムと悲喜こもごもが描かれている。

## スタッフ
- 監督・脚本・製作総指揮：堀美臣
- 製作：江川照子
- 構成、編集：鈴木敏明
- 撮影：堀美臣、林憲志、鈴木敏明
- 音楽：松島美毅子
- 現地コーディネート：渡部敏弘
- 制作：古林敬章
- MA：東京テレビセンター
- 配給：はやし写真館

## キャスト
- 堀さん : 堀美臣
- なべさん : 渡部敏弘
- 農業青年 : 手代木学
- 語り部 : 白岩洋子
- ひょっとこ : ？

## 映画祭での上映
- イメージフォーラム　映像の地下水脈＃15
- メイシネマ祭'10、春